# Encyklopedia powszechna dla wszystkich
Encyklopedia powszechna dla wszystkich – jednotomowa, polska encyklopedia ogólna wydana w 1936 pod redakcją Stanisława Lama .

## Opis
Encyklopedia wydana została w Warszawie w okresie II RP przez dom wydawniczy Trzaska, Evert i Michalski. Wydrukowała ją Drukarnia Narodowa w Krakowie. Była to jednotomowa publikacja obejmująca pełny alfabet A-Z. Zawiera 904 ilustracje umieszczone na 66 tablicach jedno- i wielokolorowych oraz mapę Polski. Wraz z indeksami liczy 902 strony .